# Symphurus billykrietei
Symphurus billykrietei är en fiskart som beskrevs av Munroe, 1998. Symphurus billykrietei ingår i släktet Symphurus och familjen Cynoglossidae. Inga underarter finns listade i Catalogue of Life.